# المشاعر المعادية لبولندا

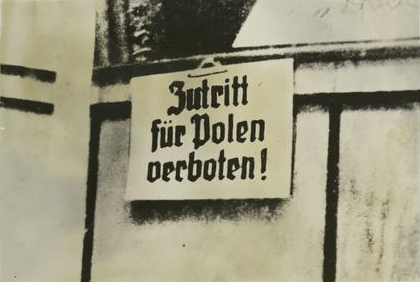
ملاحظة ألمانية في بولندا التي تحتلها ألمانيا، 1939: «ممنوع دخول البولنديين!»

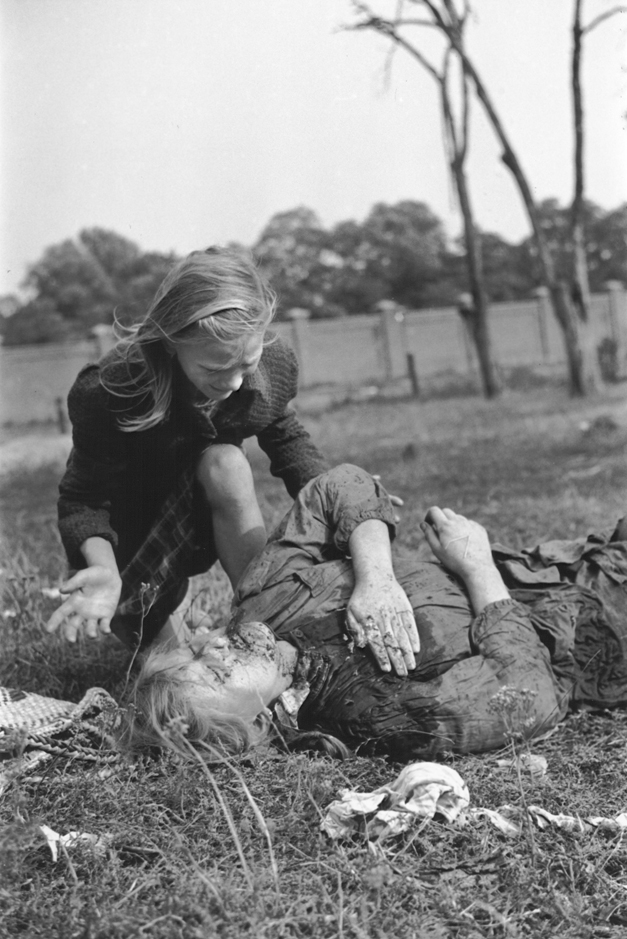
البولندية كازيميرا ميكا البالغة من العمر عشر سنوات مع شقيقتها ، قتلت على يد الألمان، كما صورها الصحفي الأمريكي جوليان برايان. أمر هتلر "بتدمير العدو" بما يتجاوز الأهداف العسكرية: صنفت ألمانيا النازية البولنديين على أنهم "أونترمينش" وارتكبت جرائم حرب ضدهم منذ بداية غزو بولندا.

بولونوفوبيا، واللابولندية، ومعاداة البولنديين هي مصطلحات لعدد متنوع من السلوكيات العدائية، والإجحاف، والتصرفات ضد الأشخاص البولنديين والثقافة البولندية. وتشمل التحيز العنصري ضد البولنديين والأشخاص المنحدرين من أصل بولندي، والتمييز القائم على أساس عرقي، وسوء المعاملة المدعوم من قبل الدولة للبولنديين والمغتربين البولنديين. أدى هذا التحامل إلى حوادث قتل جماعي وإبادة جماعية أو استُخدم لتبرير الفظائع أثناء الحرب العالمية الثانية وبعدها، وعلى الأخص من قبل النازيين الألمان، والقوميين الأوكرانيين، والشيوعيين السوفيتيين. نص الأمر التوجيهي الألماني النازي رقم 1306 على ما يلي: «تعادل البولندية الأجناس الإنسانية الدنيا. يقع البولنديون واليهود والغجر في المستوى الأدنى نفسه».
اليوم، تتضمن المشاعر المعادية لبولندا التشهير والقوالب النمطية المهينة للبولنديين باعتبارهم غير أذكياء وعنيفين، ومجرمين ولصوص ومدمني كحول، ومعادين للسامية. تشمل معاداة البولنديين التمييز المتزايد في مكان العمل، والعنف الإجرامي ضد البولنديين.

## الميزات الأساسية
وتشمل:
- الاضطهاد المنظم للبولنديين كأمة أو كمجموعة عرقية، وغالبًا ما يكون ذلك مبنيًا على الاعتقاد بأن المصالح البولندية تشكل تهديدًا لتطلعات الفرد الوطنية؛
- المشاعر العنصرية المعادية للبولنديين، ومجموعة متنوعة من كراهية الأجانب؛
- المشاعر الثقافية المعادية لبولندا: تحيز ضد البولنديين والأشخاص الناطقين باللغة البولندية -وعاداتهم ولغتهم وتعليمهم؛
- الصور النمطية عن بولندا والشعب البولندي في وسائل الإعلام والثقافة الشعبية.

ومن الأمثلة التاريخية على المشاعر المعادية لبولندا هو الـ«بولاكوزيرتسفو» (ويعني التهام البولنديين)، وهو مصطلح بولندي ظهر في القرن التاسع عشر فيما يتعلق بتجزئة بولندا وضمها من قبل القوى الأجنبية. وصف البولاكوزيرتسفو القمع القسري للثقافة البولندية والتعليم والدين على الأراضي البولندية تاريخيًا، وإقصاء البولنديين من الحياة العامة وكذلك من الممتلكات العقارية. كانت السياسات المناهضة لبولندا تُنفذ من قبل الامبراطورية الألمانية في عهد أوتو فون بسمارك، وخاصة خلال الكولتوركامبف (وهو الصراع الثقافي في ألمانيا ضد الثقافة البولندية)، وطُبقت تلك السياسات حتى نهاية الحرب العالمية الأولى. احتدم الاضطهاد المنظم للبولنديين في المناطق التي ضمتها الامبراطورية الروسية، وبشكل رئيسي في عهد القيصر نيكولاس الثاني. تراوحت الأعمال التاريخية المستوحاة من معاداة البولندية من الأفعال الإجرامية المدفوعة بالكراهية، إلى الإبادة الجسدية للأمة البولندية، والتي كان هدفها القضاء على الدولة البولندية. خلال الحرب العالمية الثانية، عندما أصبح معظم المجتمع البولندي هدفًا لسياسات الإبادة الجماعية لجيرانه من الدول، أدت المعاداة الألمانية للبولنديين إلى حملة غير مسبوقة من القتل الجماعي.
في الوقت الحاضر، من الأشخاص الذين يعبرون في كثير من الأحيان عن موقف عدائي تجاه الشعب البولندي، هم بعض السياسيين الروس وأحزابهم السياسية اليمينية المتطرفة التي تبحث عن هوية إمبراطورية جديدة.

### القوالب النمطية المعادية للبولندية
في اللغة الروسية «مازوريك» هو مصطلح مرادف لـ «النشال»، أو «اللص الصغير»، وهو يعني حرفيًا «مازوفيّ صغير» (مازوفي هي منطقة في بولندا). هذه الكلمة مثال على كيفية استخدام فلاديمير بوتين للغة العامية بشكل ليبرالي لجذب انتباه وسائل الإعلام.
قد يرمز التعبير المبتذل «سباك بولندي» إلى خطر العمالة الرخيصة من الدول الأوروبية الفقيرة الذي يهدد بـ«استحواذها» على الوظائف في الأجزاء الأوروبية الأغنى. من ناحية أخرى، يربط آخرون ذلك التعبير بالقدرة على تحمل تكاليف العمال المهاجرين الأوروبيين وموثوقيتهم.
وترتبط الثمالة مع الشعب البولندي في العديد من الثقافات الأوروبية؛ إذ توجد في اللغة الفرنسية عبارة «ثملٌ كبولندي»، بينما تستخدم اللغة الألمانية عبارة «ثملٌ كبولندي في يوم استلام الأجر».
في كتابها بيغانزكي: الصورة النمطية العنيفة عن البولنديين، ودورها في العلاقات البولندية اليهودية والثقافة الأمريكية الشعبية، تركز المؤلفة الأمريكية البولندية «دانوشا غوسكا» على العلاقة بين الصور النمطية «التوأمية» للنموذج النمطي المعادي للسامية المتمثل في شخصية «شايلوك» والنموذج المعادي للبولندية في شخصية «بيغانزكي»، الذي يكون «قويًا، وغبيًا، وعنيفًا، وخصبًا، وفوضويًا، وقذرًا»، والذي «تتجسد كراهيته الخاصة في معاداته البولندية للسامية». وتقول إن البولنديين «الوحشيين» أصبحوا يملكون سمعة سيئة باعتبارهم قتلة اليهود أكثر من «نخبة» النازيين الألمان أنفسهم.

## المشاعر المعادية للبولندية حتى عام 1918
كان الخطاب المعادي لبولندا إلى جانب إدانة الثقافة البولندية هو الأبرز في بروسيا في القرن الثامن عشر خلال تقاسم بولندا. ولكن حملات الدعاية المعادية لبولندا سبق وبدأت مع فرسان تيوتون في القرن الرابع عشر. كانت تلك الدعاية أداة مهمة للغاية في محاولة الفرسان غزو دوقية ليتوانيا، وفشلت المحاولة في نهاية المطاف بسبب الاتحاد الشخصي الذي عقدته ليتوانيا مع تاج مملكة بولندا وتنصير ليتوانيا واعتناقها الكاثوليكية. أول مفكر كبير دعا علانية إلى الإبادة الجماعية للشعب البولندي كان عالم اللاهوت الألماني الدومينيكي في القرن الرابع عشر «جون فالكينبرغ» الذي جادل نيابة عن فرسان تيوتون بأنه لا يجب قتل الوثنيين البولنديين وحسب، بل يجب أن يخضع جميع البولنديين للإبادة الجماعية بحجة أن البولنديين كانوا عرقًا مهرطقًا بطبيعته وأنه حتى ملك بولندا «يوغيلا» الذي اعتنق المسيحية، يجب قتله. كان التأكيد على أن البولنديين مهرطقين ذا دافع سياسي بشكل كبير لأن فرسان تيوتون أرادوا غزو الأراضي البولندية على الرغم من أن المسيحية أصبحت الديانة المهيمنة في بولندا قبل قرون.
لم تتخل ألمانيا، التي سادتها البروسية التيوتونية أكثر فأكثر، عن هذه الأساليب. على سبيل المثال، يتحدث ديفيد بلاكبورن من جامعة هارفارد عن الكتابات المشينة للمفكر الألماني يوهان جورج فورستر، الذي مُنح منصبًا بجامعة فيلنيوس من قبل اللجنة البولندية للتعليم الوطني في عام 1784. كتب فورستر عن «تخلف» بولندا في سياق مشابه لـ«الجهل والهمجية» في جنوب شرق آسيا. تكررت هذه الآراء لاحقًا في الأفكار الألمانية عن الـ«ليبنسراوم» واستغلها النازيون. حاول الأكاديميون الألمان بين القرنين الثامن عشر والعشرين، في ظل الفارق بين ألمانيا وبولندا، أن يخططوا لإقامة «حدّ بين الحضارة والهمجية؛ بين الثقافة الألمانية العليا والسلافية البدائية» (من الخطاب العنصري لعام 1793 الذي كتبه جاي. سي. شولز وأعاد النازيون نشره في عام 1941). شجع المسؤولون البروسيون، التواقون لتأمين التقسيم البولندي، الرأي القائل بأن البولنديين كانوا متخلفين ثقافيًا ويحتاجون إلى وصاية بروسية. نُشرت مثل هذه النصوص العنصرية في البداية منذ القرن الثامن عشر وما بعده، ثم أُعيد نشرها من قبل الرايخ الألماني قبل غزو بولندا وبعده.
غذّى فريدريك الكبير من بروسيا كراهية واحتقارًا خاصَين للشعب البولندي. بعد غزوه لبولندا، قارن البولنديين بقبائل «الإيراكوي» في كندا. في حملته الشاملة المعادية للبولندية، اضطر حتى النبلاء من خلفية بولندية الذين يعيشون في بروسيا أن يدفعوا ضرائب أعلى من تلك التي يدفعها ذوو التراث الألماني. اعتُبرت الأديرة البولندية «مخابئ البطالة»، وغالبًا ما استولت السلطات البروسية على ممتلكاتهم. كانت الكاثوليكية السائدة بين البولنديين موصومة بالعار. تعرضت اللغة البولندية للاضطهاد على جميع المستويات.
بعد الحرب البولندية الروسية في أوائل القرن السابع عشر الميلادي، استاء الروس بشدة من بولندا باعتبارها سبب الفوضى والطغيان في روسيا. استخدمت عائلة رومانوف المستقبلية، التي ستؤسس الامبراطورية الروسية بعد استيلائها على السلطة من أسرة روريك، عددًا من أنشطة التشويه، واصفةً البولنديين بالمتخلفين، والقاسيين، وعديمي المشاعر، ومشيدةً بالتمرد ضد البولنديين؛ وركزت بشدة على الإيمان الأرثوذكسي. عندما غزت روسيا القيصرية بولندا في الحرب الروسية البولندية في خمسينيات القرن السابع عشر، تسبب الروس في عدد من الفظائع، ودمروا معظم شرق بولندا، وتشاركوا في الدمار أحيانًا مع حليفهم الأوكراني بقيادة «بوهدان خملنيتسكي» ومع السويديين في الغزو السويدي الموازي. كانت الحرب بمثابة انتصار روسي لمحاولتها تدمير بولندا.